# Agrostis perlaxa
Agrostis perlaxa é uma espécie de gramínea do gênero Agrostis, pertencente à família Poaceae.